# Kings Dominion
Kings Dominion is een attractiepark gelegen in Doswell, Virginia in Hannover County. Het park bestrijkt 1,6 km² oppervlakte.
Het park is eigendom van de Cedar Fair Entertainment Company. De voormalige eigenaar was onderdeel van de Paramount Parks-keten die overgenomen werd door Cedar Fair op 30 juni 2006. Het park is vernoemd naar haar zusterpark Kings Island in Ohio. Beide parken werden oorspronkelijk gebouwd door Kings Entertainment Company aka KECO, dat het park tot 1993 ook in zijn bezit had. Kings Island werd genoemd als een combinatie van Kings Mills (de locatie) en het voormalige pretpark Coney Island (Kings Island moest dit themapark vervangen), terwijl Kings Dominions naam meer dan waarschijnlijk een verwijzing is naar de bijnaam van Virginia; "Old Dominion".
Het park heeft sinds 1992 ook een waterpark, genaamd Soak City.

## Achtbanen
| Naam | Type                          | Constructeur                   | Openingsjaar-Sluitingsjaar | Foto |
| --- | ----------------------------- | ------------------------------ | -------------------------- | ---- |
| Anaconda | Stalen achtbaan               | Arrow Dynamics                 | 1991 - 2024                |      |
| Apple Zapple (t/m 2017 Ricochet)                                                                            | Wilde muis-achtbaan           | Mack Rides                     | 2002                       |      |
| Backlot Stunt Coaster                                                                                       | Lanceerachtbaan               | Premier Rides                  | 2006                       |      |
| Dominator                                                                                                   | Vloerloze achtbaan            | Bolliger & Mabillard           | 2008                       |      |
| Flight of Fear                                                                                              | Indoor lanceerachtbaan        | Premier Rides                  | 1996                       |      |
| Great Pumpkin Coaster (t/m 2012 Taxi Jam)                                                                   | Stalen achtbaan               | Miler Coaster                  | 1997                       |      |
| Grizzly | Houten achtbaan               | King's Entertainment Company   | 1982                       |      |
| Hurler | Houten achtbaan               | International Coasters         | 1994 - 2015                |      |
| HyperSonic XLC                                                                                              | Lanceerachtbaan               | S&S Worldwide                  | 2001 t/m 2007              |      |
| Pantherian (t/m 2023 Intimidator 305, t/m 2024 Project 305)                                                 | Stalen achtbaan               | Intamin AG                     | 2010                       |      |
| Racer 75 (t/m 2017 Rebel Yell)                                                                              | Houten tweelingachtbaan       | Philadelphia Toboggan Coasters | 1975                       |      |
| Rapterra | Wing Coaster                  | Bolliger & Mabillard           | 2025                       |      |
| Reptilian (t/m 2021 Avalanche)                                                                              | Bobsleeachtbaan               | Mack Rides                     | 1988                       |      |
| Shockwave                                                                                                   | Staande achtbaan              | TOGO                           | 1986 - 2015                |      |
| Tumbili | Vierdimensionale Wing Coaster | S&S Sansei Technologies        | 2022                       |      |
| Twisted Timbers                                                                                             | Hybride achtbaan              | Rocky Mountain Construction    | 2018                       |      |
| Volcano, The Blast Coaster                                                                                  | Omgekeerde achtbaan           | Intamin AG                     | 1998 - 2018                |      |
| Woodstock Express (1974-1996 Scooby Doo, 1997-2009 Scooby-Doo's Ghoster Coaster, 2010-2012 Ghoster Coaster) | Houten achtbaan               | Philadelphia Toboggan Coasters | 1974                       |      |